# (73009) 2002 EN30
(73009) 2002 EN30 – planetoida z pasa głównego asteroid okrążająca Słońce w ciągu 3,5 lat w średniej odległości 2,31 j.a. Odkryta 9 marca 2002 roku.